# カルトジオ会修道士の肖像
『カルトジオ会修道士の肖像』（カルトジオかいしゅうどうしのしょうぞう、オランダ語: Portret van een kartuizer, 英語: Portrait of a Carthusian）は、オランダの画家ペトルス・クリストゥスが1446年に描いた絵画。
『カルトゥジオ修道会士の肖像』『カルトゥシアンの肖像』とも表記される。ニューヨークのメトロポリタン美術館に所蔵されている。

## 概要
カルトジオ会の修道士が、四分の三観面と呼ばれる肖像画の形式で描かれている。修道士は、白色の修道服に身を包んでいる。

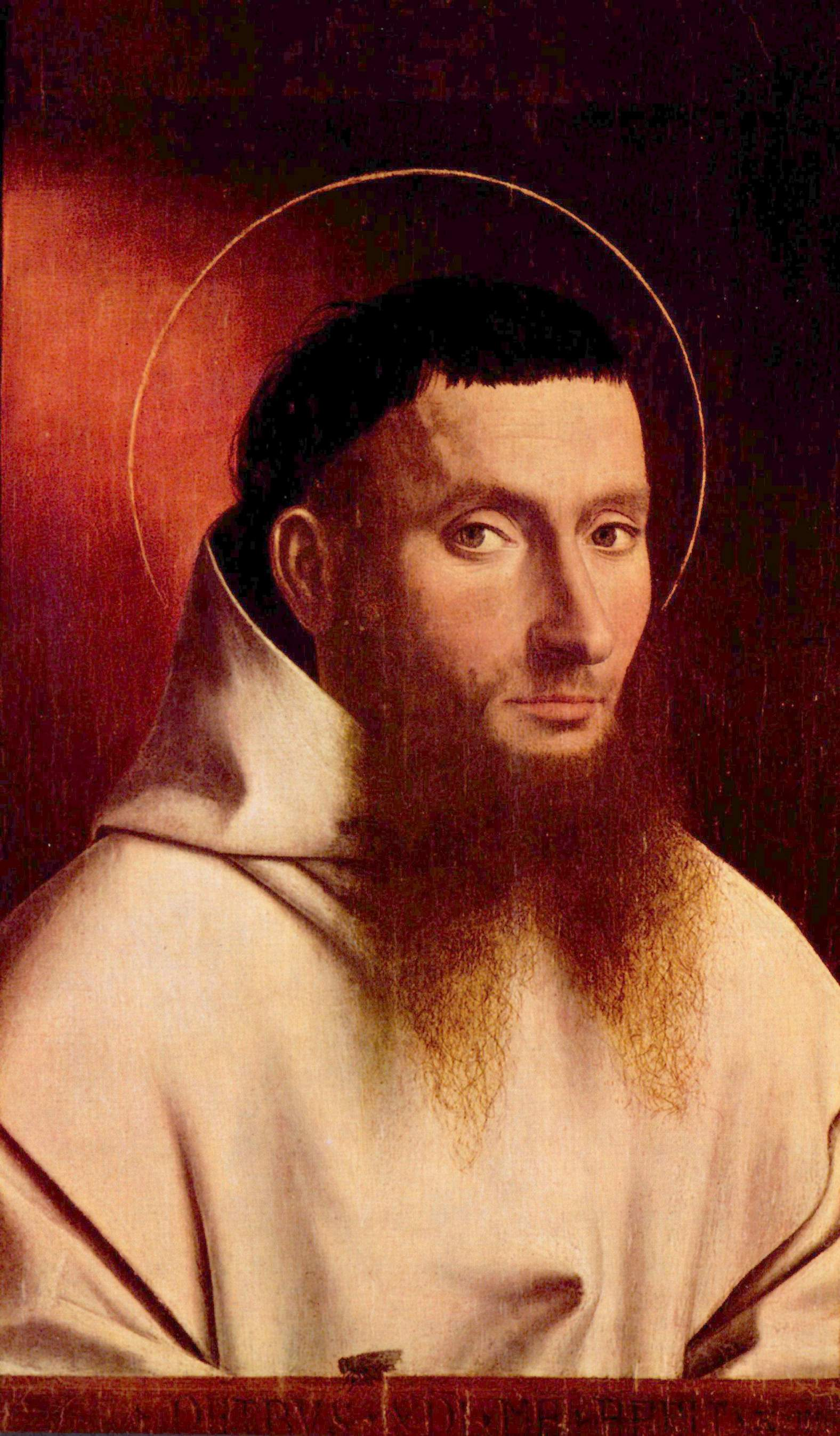
光輪が描かれたもの

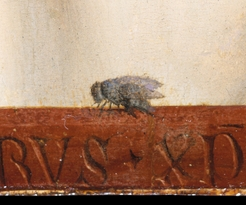
ハエの部分の拡大図

修道士がいるのは、室内の片隅と思われる場所であり、赤色がかった光が画面の左上から差し込んでいる。
修道士の頬から顎にかけて生えた髭は、極めて緻密に描かれている。
額縁の下辺は、赤色の石でできており、画家の名前および年代が刻まれている。額縁の下辺の上部には、1匹のハエが横向きに止まっているが、実は、額縁もハエも描かれた絵であり、本作は、トロンプ・ルイユ（騙し絵）の一種である。
15世紀から16世紀にかけてのヨーロッパでは、画中にハエを描き込むことが、しばしば行われていたことが判明している。
この肖像画には、光輪が描かれていたが、1994年に技術的な検査が行われた結果、光輪は後の時代に描き加えられたものであるとされ、取り除かれている。

## 評価
山形大学教授の元木幸一は、「この絵は『額縁に蝿のとまった肖像画』の絵ということになるのだ。究極のだましといえるかもしれない」「額縁にとまった蝿をこのように横向きで描くことで見る人をだましおおせた絵は、きわめて珍しい。まさに至芸の技といってよいだろう」と評価している。